# حلقيات لانهائية
حلقيات لانهائية (الاسم العلمي: Atelecyclidae)، فصيلة سلطعونات تنتمي إلى الفصيلة العليا سرطانيات، ويشتمل حاليًا على ثمانية أجناس منها اثنان منقرضان. ومع ذلك، فإن الأجناس الأخرى بخلاف حلقي لانهائي وPseudocorystes لا تنتمي إلى السرطانيات، ويجب إزالتها من الفصيلة
- حلقي لانهائي
- † Levicyclus
- † Palaeotrichia
- Peltarion
- Podocatactes
- Pseudocorystes
- Protopeltarion
- Trichopeltarion